# Kazachstan na zimowych igrzyskach olimpijskich
Kazachstan wystartował we wszystkich zimowych IO od  zimowych igrzysk w Lillehammer w 1994 roku. Reprezentowany był przez 167 sportowców (107 mężczyzn i 60 kobiet)..

## Klasyfikacja medalowa
| Igrzyska            | Złoto | Srebro | Brąz | Razem |
| ------------------- | ----- | ------ | ---- | ----- |
| 1994 Lillehammer    | 1     | 2      | 0    | 3     |
| 1998 Nagano         | 0     | 0      | 2    | 2     |
| 2002 Salt Lake City | 0     | 0      | 0    | 0     |
| 2006 Turyn          | 0     | 0      | 0    | 0     |
| 2010 Vancouver      | 0     | 1      | 0    | 1     |
| Razem               | 1     | 3      | 2    | 6     |

### Według dyscyplin
| Dyscyplina        | Złoto | Srebro | Brąz | Razem |
| ----------------- | ----- | ------ | ---- | ----- |
| Biegi narciarskie | 1     | 2      | 1    | 4     |
| Biathlon          | -     | 1      | -    | 1     |
| Łyżwiarstwo szyb. | -     | -      | 1    | 1     |
| Razem             | 1     | 3      | 2    | 6     |